# Lina Länsberg
Lina Sofia Anette Länsberg, född 13 mars 1982 i Karlstad, är en svensk thaiboxare och MMA-utövare som sedan 2016 tävlar i organisationen Ultimate Fighting Championship.

## Karriär

### Thaiboxning

#### Amatör
Länsberg är tvåfaldig världsmästare; 2008 och 2012. Hon är även svensk mästare, nordisk mästare och europeisk mästare.

#### Proffs
Vid WMC (World Muay Thai Council) Scandinavia vann Länsberg WMC Scandinavia-titeln 2012.

### Shootfighting
Länsberg vann SM i shootfighting, fjädervikt 2010.

### MMA

#### Tidig karriär
Efter att ha förlorat i sin professionella debut mot den framtida UFC-atleten Pannie Kianzad gick Länsberg obesegrad genom de sex kommande matcherna i några mindre organisationer och ett par matcher i Cage Warriors och Superior Challenge där hon i den senare organisationen även vann bantamviktstiteln. Sedan blev hon upplockad av UFC.

#### UFC
Länsberg mötte Cris Cyborg i huvudmatchen på UFC Fight Night: Cyborg vs. Lansberg i Brasília den 24 september 2016. Cyborg vann matchen via TKO i andra ronden.
Den 18 mars 2017 möttes Länsberg och Lucie Pudilová på UFC Fight Night: Manuwa vs. Anderson. Länsberg vann matchen via domslut. 
På UFC Fight Night: Cerrone vs. Till möttes Länsberg och Aspen Ladd i en match som Ladd vann via TKO i den andra ronden.
Länsberg och Gina Mazany möttes på UFC Fight Night: Thompson vs. Till den 27 maj 2018. Länsberg vann matchen via domslut.
På UFC 229 den 6 oktober 2018 möttes Länsberg och Jana Kunitskaja. Kunitskaja vann matchen via domslut.
Vid UFC Fight Night: Gustafsson vs. Smith mötte hon för detta Invicta FC-mästaren, amerikanskan Tonya Evinger i en match Länsberg vann via enhälligt domslut.
Den 20 november 2019 meddelade UFC att Länsberg kontrakterats för att möta Sara McMann den 25 januari 2020 vid UFC Fight Night: Blaydes vs. dos Santos. Länsberg förlorade matchen via domslut.

## Tävlingsfacit

### MMA
| Resultat | Facit | Motståndare                  | Metod                   | Evenemang                                 | Datum             | Rond | Tid  | Plats               | Notering                   |
| -------- | ----- | ---------------------------- | ----------------------- | ----------------------------------------- | ----------------- | ---- | ---- | ------------------- | -------------------------- |
| Förlust  | 0–1   | Pannie Kianzad (SWE)         | TKO (slag)              | Trophy MMA 1                              | 12 december 2012  | 3    | 4:44 | Malmö, Sverige      |                            |
| Vinst    | 1–1   | L.J. Adams (GBR)             | Domslut (enhälligt)     | Heroes FC                                 | 23 mars 2013      | 3    | 5:00 | Halmstad, Sverige   | Catchvikt 63 kg / 139 lb   |
| Vinst    | 2–1   | Emma Delaney (GBR)           | TKO (armbågar och slag) | Cage Warriors 66                          | 22 mars 2014      | 3    | 2:26 | Ballerup, Danmark   | Bantamviktsdebut           |
| Vinst    | 3–1   | Laura Howarth (GBR)          | TKO (stannar i hörnan)  | Cage Warriors 71                          | 22 augusti 2014   | 1    | 5:00 | Amman, Jordanien    |                            |
| Vinst    | 4–1   | Alexandra Buch (GER)         | TKO (slag och armbågar) | Superior Challenge 12                     | 16 maj 2015       | 1    | 2:33 | Malmö, Sverige      | Vann bantamviktstiteln     |
| Vinst    | 5–1   | Lucie Pudilová (GER)         | Domslut (enhälligt)     | Battle of Botnia 2015                     | 28 november 2015  | 3    | 5:00 | Umeå, Sverige       |                            |
| Vinst    | 6–1   | Maria Hougaard Djursaa (DEN) | TKO (slag)              | Odense Fight Night 5                      | 12 mars 2016      | 2    | 2:00 | Odense, Danmark     | Fjäderviktsdebut           |
| Förlust  | 6–2   | Cris Cyborg (BRA)            | TKO (slag)              | UFC Fight Night: Cyborg vs. Lansberg      | 12 mars 2016      | 2    | 2:29 | Brasília, Brasilien | Catchvikt 63,5 kg / 140 lb |
| Vinst    | 7–2   | Lucie Pudilová (GER)         | Domslut (enhälligt)     | UFC Fight Night: Manuwa vs. Anderson      | 18 mars 2017      | 3    | 5:00 | London, England     |                            |
| Förlust  | 7–3   | Aspen Ladd (USA)             | TKO (slag)              | UFC Fight Night: Cerrone vs. Till         | 21 oktober 2017   | 2    | 2:33 | Danzig, Polen       |                            |
| Vinst    | 8–3   | Gina Mazany (USA)            | Domslut (enhälligt)     | UFC Fight Night: Thompson vs. Till        | 27 maj 2018       | 3    | 5:00 | Liverpool, England  |                            |
| Förlust  | 8–4   | Jana Kunitskaja (RUS)        | Domslut (enhälligt)     | UFC 229                                   | 6 oktober 2018    | 3    | 5:00 | Las Vegas, NV, USA  |                            |
| Vinst    | 9–4   | Tonya Evinger (USA)          | Domslut (enhälligt)     | UFC Fight Night: Gustafsson vs. Smith     | 1 juni 2019       | 3    | 5:00 | Stockholm, Sverige  |                            |
| Vinst    | 10–4  | Macy Chiasson (USA)          | Domslut (enhälligt)     | UFC Fight Night: Hermansson vs. Cannonier | 28 september 2019 | 3    | 5:00 | Köpenhamn, Danmark  |                            |
| Förlust  | 10–5  | Sara McMann (USA)            | Domslut (enhälligt)     | UFC Fight Night: Blaydes vs. dos Santos   | 25 januari 2020   | 3    | 5:00 | Raleigh, USA        |                            |

### Thaiboxning proffs[5]
| Antal matcher | Vunna | Förlorade |
| ------------- | ----- | --------- |
| Totalt        | 1     | 0         |

### Thaiboxning amatör
| Antal matcher | Vunna | Förlorade |
| ------------- | ----- | --------- |
| Totalt        | 37    | 11        |